# Loyola Marymount University
La Loyola Marymount University è un'università statunitense privata con sede a Los Angeles, in California.

## Storia
L'università è nata nel 1973 dall'unione della Loyola University di Los Angeles, fondata nel 1865 dai lazzaristi come Saint Vincent's College ma passata ai gesuiti nel 1911, con il Marymount College, fondato nel 1932 a Westwood dalle Religiose del Sacro Cuore di Maria Vergine Immacolata; nel 1967 al Marymount College si era unito il Saint Joseph College di Orange, fondato dalle Suore di San Giuseppe. L'ateneo è la più grande università cattolica della costa Ovest della nazione con oltre 9000 studenti iscritti.

## Sport
I Lions, che fanno parte della NCAA Division I, sono affiliati alla West Coast Conference. La pallacanestro e il softball sono gli sport principali, le partite interne vengono giocate al George C. Page Stadium e indoor al Gersten Pavilion.

### Pallacanestro
I Loyola Marymount Lions non hanno molta tradizione nella pallacanestro: contano soltanto 5 apparizioni nella post-season, riuscendo ad arrivare alle Elite Eight nel torneo del 1990.
La squadra è tristemente famosa per la morte in campo di Hank Gathers che perì nel 1990 nella semifinale della West Coast Conference contro Portland; il torneo fu sospeso e LMU fu invitata al torneo nazionale in cui i Lions, guidati da Bo Kimble, vinsero tre partite raggiungendo il miglior risultato di sempre dell'università.
Oltre a Kimble, gli altri Lions che hanno giocato in NBA sono Corey Gaines e Rick Adelman.